# Vallesiano

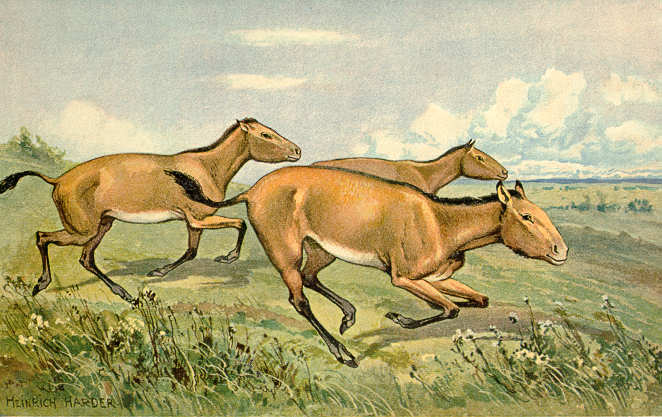
L'inizio del Vallesiano è marcato in Eurpa dalla comparsa dell'equide Hipparion.

Il Vallesiano è un periodo della scala dei tempi geologici, compreso all'interno del Miocene e collocato tra 11,6 e 9,0 milioni di anni fa. Viene utilizzato soprattutto nelle classificazioni delle European Land Mammal Ages, dove segue l'Astaraciano e precede il Turoliano.
La cosiddetta crisi del Vallesiano, portò all'estinzione di molti taxa di mammiferi che erano tipici del medio Miocene.

## Caratteristiche
Il termine Vallesiano fu introdotto dal paleontologo catalano Miquel Crusafont nel 1950 per marcare l'arrivo in Europa dell'equide Hipparion.
In Europa era già presente dal medio Miocene una numerosa paleofauna che includeva il moschide Micromeryx, il cervide Euprox, il suide Listriodon, i felidi Sansanosmilus e Pseudaelurus.
Il confine tra Aragoniano (approssimativamente corrispondente all'Astraciano, 16-11 milioni di anni fa) e Vallesiano non rappresenta un significativo cambiamento nei registri fossili dei mammiferi europei. Invece la transizione tra Vallesiano inferiore e superiore corrisponde a una importante crisi biotica che comportò la scomparsa di molti artiodattili dell'Aragoniano, tra cui l'antilope Protragocerus, il bovide Miotragocerus, i suidi Listriodon, Hyotherium e il Parachleusastochoerus. La crisi colpì anche roditori della famiglia Eomyidae, oltre a molti cricetidi e gliridi. Questi vennero rimpiazzati da nuove specie arrivate da est e di caratteristiche turoliane, come il suide Schizochoerus, il muride Progonomys, i bovidi Tragoportax e Graecoryx, lo hyaenidae Adcrocuta, il felide Paramachairodus e il suide Microstonyx.
Il Vallesiano fu un periodo cruciale per l'evoluzione della fauna terrestre europea. Nel medio Miocene, la fauna molto diversificata di mammiferi delle foreste europee fu rimpiazzata da una fauna più adattata a un clima secco e con spazi aperti. L'inizio del periodo è marcato dalla comparsa e diffusione dell'equide Hipparion in tutta l'Eurasia. La fine del Vallesiano e l'inizio del successivo Turoliano portò in occidente all'estinzione di una fauna dominata da bovidi e Giraffidae caratteristici della provincia della greco-iraniana della Paratetide.